# Concepción (Zulia)
Concepción es la capital del municipio La Cañada de Urdaneta, en el estado Zulia, Venezuela.

## Historia
Fue fundada por primera vez en 1717, en la desembocadura del río Palmar, pero tres años más tarde fue destruida por los aborígenes. En 1736 fue refundada entre la costa y la Villa del Rosario de Perijá, aunque nuevamente fue devastada en 1752 por los indios motilones. Ese mismo año, fue fundada por tercera y última vez con el nombre de Nuestra Señora Inmaculada de la Concepción de La Cañada.

## Festividades
En el municipio se celebran diversas efemérides religiosas, como las Fiestas Patronales de la Virgen del Carmen el 16 de julio, las Fiestas de La Inmaculada Concepción el 8 de diciembre y la feria de la  La Chinita el 18 de noviembre.
- Datos: Q2835848
- Multimedia: La Cañada de Urdaneta / Q2835848